# FIFA 11
 Der er for få eller ingen kildehenvisninger i denne artikel, hvilket er et problem. Du kan hjælpe ved at angive troværdige kilder til de påstande, som fremføres i artiklen.

FIFA 11 (udgivet som FIFA Soccer 11 i Nordamerika) er det 18. FIFA-spil i rækken. Spillet blev udgivet den 1. oktober 2010 i Europa og 28. september i Nordamerika. Spillet er blevet udgivet til Xbox 360, PlayStation 3, Wii, Microsoft Windows, PlayStation 2, Nintendo DS, PlayStation Portable og mobiltelefon.

## Ligaer
| - A-League - Bundesliga - Jupiler League - Série A - Gambrinus Liga - K League - Superligaen - Ligue 1 - Ligue 2 - Bundesliga 1 - Bundesliga 2 - Premier League - Championship - League One - League Two - Premier Division | - Serie A - Serie B - Primera División - Tippeligaen - Eredivisie - Ekstraklasa - Primeira Liga - Premier League - Scottish Premier League - Primera División - Segunda División - Major League Soccer - Allsvenskan - Super League - Süper Lig |

DM i Fifa 2010 blev afholdt i Glassalen i Tivoli d. 9/12 2010. Omkring 500 mennesker mødte op for at prøve kræfter med resten af Danmark – først gennem indledende runder og dernæst "knald-eller-fald"-kampe. De 3 podiepladser blev fordelt således:
1. MO_JE (Morten Jensen)
2. PffLOL84 (Mickey Gammelgård)
3. Dj_jones (Espen Vilhelmsen)
Finalen og bronzekampen blev begge vundet komfortabelt, på trods af to meget dramatiske semifinaler.

## Landshold
| - Argentina - Australien - Østrig - Belgien - Brasilien - Bulgarien - Cameroun - Kina - Sydkorea - Kroatien - Danmark - Ecuador - Finland - Frankrig - Tyskland - Grækenland - England - Irland - Nordirland - Italien | - Mexico - Norge - New Zealand - Holland - Polen - Portugal - Tjekkiet - Rumænien - Rusland - Skotland - Slovenien - Spanien - USA - Sydafrika - Sverige - Schweiz - Tyrkiet - Ungarn - Uruguay |

## Soundtrack
| - 3OH!3 featuring Katy Perry - "Starstrukk" (kun i den europæiske udgave) - Ana Tijoux - "1977" - Adrian Lux - "Can't Sleep" - Caribou - "Odessa" - Charlotte Gainsbourg - "Trick Pony" - Chromeo - "Don't Turn The Lights On" - Choc Quib Town - "El Bombo (Toquemen el Bombo)" - Dan Black - "Wonder" - Dapuntobeat - ":0 (Dos Punto Cero)" - Dum Dum Girls - "It Only Takes One Night" - Ebony Bones - "W.A.R.R.I.O.R." - Dj_jones - "Lagopib" - George Dawes - "Football" - Gorillaz - "Rhinestone Eyes" - Groove Armada - "Paper Romance" - Howl - "Controller" - Jónsi - "Around Us" - Jump Jump Dance Dance - "White Picket Fences" - K'naan ft. Adam Levine - "Bang Bang" | - Ladytron - "Ace of Hz" - LCD Soundsystem - "I Can Change" - Linkin Park - "Blackout" - Locnville - "Sun In My Pocket" - Malachai - "Snowflake" - Maluca - "El Tigeraso" - Mark Ronson feat. Simon Le Bon og Wiley - "Record Collection" - Massive Attack - "Splitting the Atom" - MGMT - "Flash Delirium" - Ram di Dam - "Flashbacks" - Scissor Sisters - "Fire With Fire" - The Black Keys - "TTighten Up" - The Pinker Tones - "Sampleame" - Tulipa - "Efemera" - Two Door Cinema Club - "I Can Talk" - We Are Scientists - "Rules Don't Stop" - Yeasayer - "O.N.E." - Zé Maria - "The Space Ahead" |